# Ismaning
Ismaning település Németországban, azon belül Bajorországban. Lakosainak száma 18 043 fő (2023. december 31.). Ismaning Garching bei München, Aschheim, Unterföhring és München községekkel határos.

## Népesség
A település népessége az elmúlt években az alábbi módon változott:
| Lakosok száma | 1151 | 2645 | 5860 | 12 511 | 14 270 | 14 887 | 15 221 | 16 084 | 17 026 | 18 043 |
|               | 1875 | 1925 | 1960 | 1980   | 2000   | 2004   | 2009   | 2013   | 2017   | 2023   |